# Тофет (біблійний)
Тофет (івр. תופת ha-tōpheth; грец. Ταφεθ; лат. Topheth) — місце в долині Гінном (у Новому Завіті: Геєнна, Долина Еннома), на півдні Єрусалима на якому приносили в жертву дітей Молоху (богу сімейного вогнища) та Ваалу, спалюючи їх на вогні (2 Хр. 33:6, 2 Цар. 23:10, Іс. 30:33; Єр. 7:31-32, Єр. 19:6-14).

## Біблійне значення

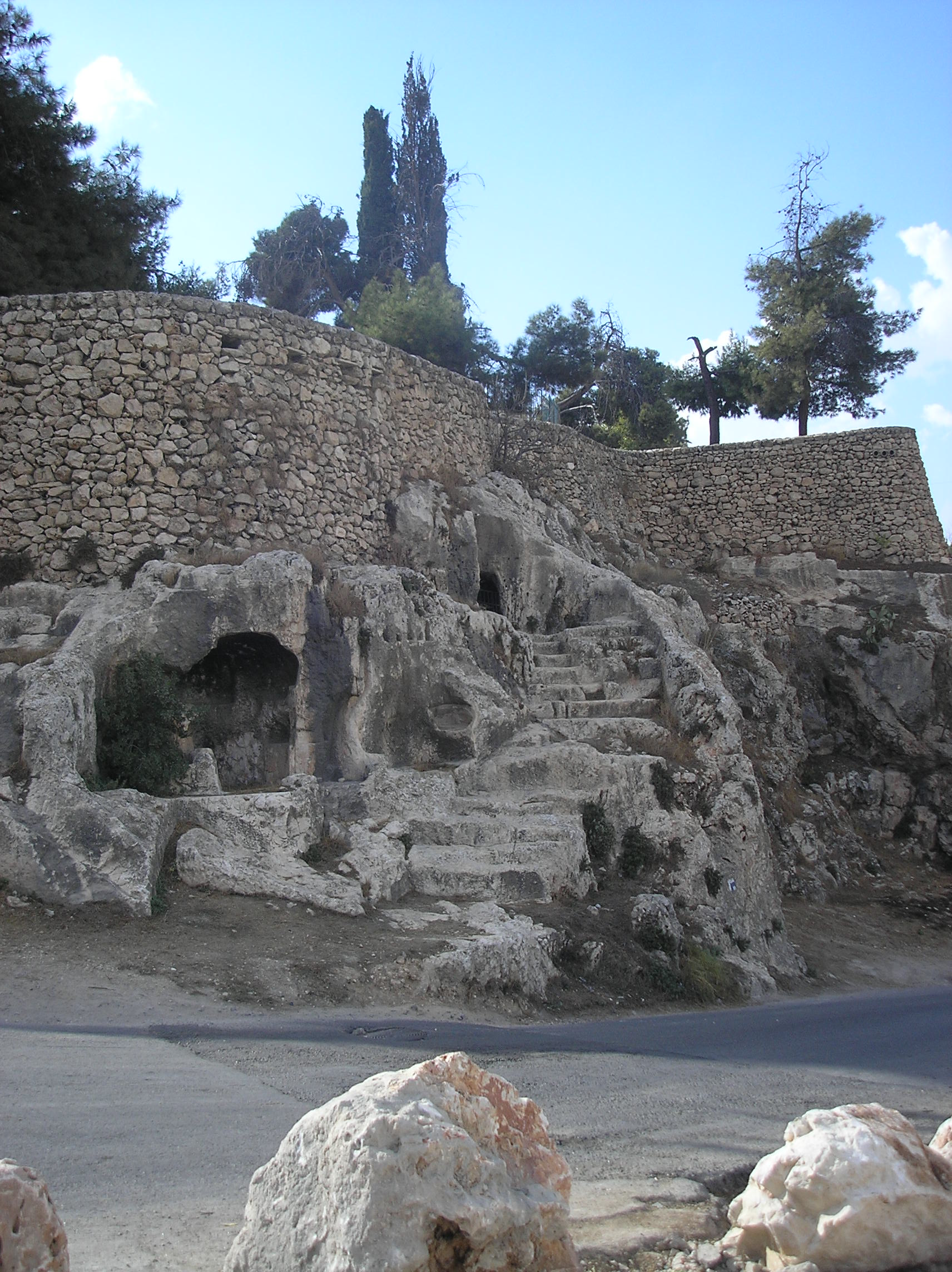
Могили у долині Гінном

Назва Тофет з'являється у Другій книзі царів у зв'язку з реформами юдейського царя Йосії:
«Він знечестив і Тофет, що в Бен-Гінном-долині, щоб ніхто більш не проводив свого сина чи дочку через вогонь на честь Молоха.» Проведення через вогонь вважається ритуальним спаленням. Про нього говориться також у 2 Цар. 17:17 коли робився закид ізраїльському народу, що він пішов за гидотою інших обрядів та вірувань. Пророки Ізраїлю попереджали народ щодо наслідків такого вибору. Проте у цей час царі та народ не завжди хотів їх слухати. Пророки попереджали про гнів Господа на весь Ізраїль. Через такий непослух було зруйновано спочатку Північне ізраїльське царство (722 до н. е), а потім і Південне(586 р. до н. е.). Пророк Єремія належав до найбільших критиків того часу. У своїй промові він пророкує знищення Юдеї:

Весь 19 розділ Книги пророка Єремії присвячений Тофету і карі народу юдейському, що практикував поклоніння і всепалення своїх синів Ваалові на цьому місці. Єремія символічно розбиває керамічний глечик із словами Господніми: 

## Геєнна— символ вічного покарання
Пізніше долина Еннома таки стала сміттєзвалищем, де спалювали міське сміття Єрусалиму. Вкинуті туди трупи тварин згорали у вогні, який підтримували додаванням сірки. Також туди кидали тіла страчених злочинців, яких вважали негідними поховання. Якщо ці трупи потрапляли у вогонь, їх поглинало полум'я, а якщо потрапляли на виступ глибокого яру, у плоті заводилися хробаки, або личинки, які з'їдали плоть, залишаючи одні кістки. Тому, якщо тіло мертвої людини кидали до геєнни, вважалося, що його піддали найжахливішому покаранню. Буквально «геєнна» і зміст, який вкладали в це поняття, лягли в основу виразу «озеро, палаюче вогнем і сіркою».